# Time for Fantasy
Time for Fantasy è un album della cantante statunitense Amii Stewart, pubblicato dall'etichetta discografica RCA e distribuito dalla BMG nel 1988.
L'album, disponibile su long playing, musicassetta e compact disc, è prodotto da Greg Walsh, che ha curato anche gli arrangiamenti.
Il disco viene anticipato da It's Fantasy, pubblicato come singolo l'anno prima.

## Tracce

### Lato A
1. Dusty Road
2. Heartache to Heartache
3. Sometimes a Stranger
4. Stand
5. It's You and Me

### Lato B
1. You Are in My System
2. Window Shopping
3. I Still Believe
4. Run in the Night
5. It's Fantasy
6. Dusty Road (reprise)